# Nel niente sotto il sole - Grand tour 2006
Nel niente sotto il sole - Grand tour 2006 è un album contenente un CD e un DVD del 2006 di Vinicio Capossela.

## Il disco
Riguarda il tour del 2006 denominato, appunto, Grand Tour. Pubblicato, come il precedente album Ovunque proteggi, dalla Atlantic/Warner Music.
La formazione prevede Vinicio Capossela (voce, pianoforte, chitarre, armonio), Glauco Zuppiroli (contrabbasso), Zeno De Rossi (tamburi), Alessandro Asso Stefana (chitarre), Vincenzo Vasi (theremin, elettronica, gongs delle nuvole, marimba, vibrafono), Michele Vignali (sax baritono, tromba, clarino), Eusebio Martinelli (tromba, trombone, shofar), Gavino Murgia (sax tenore, launeddas, canto a tenores). Ci sono stati inoltre degli ospiti speciali: Marc Ribot (chitarra, banjo), Susanne Satz (pianoforte), Vittorio Castelli (clarinetto) e Guido Ceronetti (voce recitante).

## CD
1. Brucia Troia – 4:36
2. Non trattare (con Guido Ceronetti) – 6:32
3. Moskavalza – 6:39
4. Marajà – 3:34
5. Corvo torvo – 4:46
6. Dove siamo rimasti a terra Nutless – 7:10
7. Signora luna – 6:09
8. Pena de l'alma – 6:54
9. Con una rosa – 6:26
10. L'uomo vivo – 6:22
11. Il ballo di San Vito – 5:30
12. Ovunque proteggi – 8:59

## DVD

### Tracce
- Non trattare
- Brucia Troia
- Dalla parte di Spessotto
- Medusa cha cha cha
- Moska Valza
- Intermezzo Magico
- Lanterne rosse
- Dove siamo rimasti a terra Nutless
- Corvo torvo
- Signora luna
- S.S. dei naufragati
- L'uomo vivo
- Il Ballo di San Vito
- Ovunque proteggi

### Extra
- Al Colosseo
- Marajà
- Pena de l'Alma

### Contenuti speciali
- Lettera a Nutless
- Scicli Pasqua 2006
- Photogallery
- Biografia e Rassegna stampa